# Stu ledi
Stu ledi je ime kulturnega društva, ki je slovenska tržaška folklorna skupina.
Skupina je bila uradno ustanovljena leta 1973 na pobudo Nadje Kriščak. Posveča se ljudskemu izročilu Slovencev v Italiji. Leta 1978 je v okviru plesne skupine nastala tudi ženska pevska skupina Stu ledi, pri kateri pojejo ljudske pesmi iz vsega slovenskega prostora. Folklorna skupina Stu ledi je bila večkrat nagrajena, sestavljajo jo plesalci, plesalke, pevke in muzikanti.
Bistvena in tudi glavna naloga skupine Stu ledi je ohranjanje in vrednotenje lokalnega (iz krajev, kjer živijo Slovenci v Italiji) ljudskega izročila, bodisi oblačilnega (z narodnimi nošami) kot glasbenega (s tipičnimi vižami), pevskega in plesnega. To je v okviru slovenske narodnostne skupnosti v Furlaniji - Julijski krajini izrednega pomena, saj utemeljuje njeno zakoreninjenost v tem prostoru. Zato je delovanje usmerjeno v prenašanje in ohranjanje. Skupina z izvajanjem starih slovenskih tržaških plesov ohranja staro izročilo. K spoznavanju in ovrednotenju tega izročila so pripomogli nekateri člani skupine z raziskovalnim delom, ki je tudi objavljeno v marsikateri publikaciji ali v knjigi (npr. Deklica, podaj roko iz leta 1985). V teoriji in praksi prenašajo naslednikom gradivo, ki so ga več let zbirali. Skupina ga tudi izvajaja, vsekakor pa bo ostalo zapisano v publikacijah in tudi na spletu, saj so pripravili tudi spletni tečaj plesov, ki je dostopen na YouTubu. Občasno skupina nastopa tudi po raznih vrtcih, osnovnih in višjih srednjih šolah s slovenskim učnim jezikom po Tržaškem, da bi otrokom in mladostnikom prikazali delček slovenske ljudske kulture. Predsednik društva je Marjan Spetič, umetniški vodja pa Peter Suhadolc.